# Cities XL 2011
Cities XL 2011 — градостроительный симулятор, дальнейшее развитие игры Cities XL. Выпущен компанией Focus Home Interactive 14 октября 2010 года. В отличие от первой части, Cities XL 2011 стала однопользовательской. По сравнению с Cities XL, в игре появились новые карты и здания, улучшены система общественного транспорта, торговля и сбор налогов.

## Геймплей

### Ресурсы
В игре все ресурсы измеряются общей единицей, называемой жетоном. Избыток жетонов можно продавать OmniCorp или другим городам.
Население города делится на 4 класса:
- Неквалифицированные рабочие
- Квалифицированные рабочие
- Администраторы
- Элита

Для каждого класса нужно строить отдельную жилую зону.

### Постройки
Промышленность делится на 5 классов:
- Сельское хозяйство
- Тяжёлая промышленность
- Заводское производство
- Высокотехнологичное производство
- Офисы

Коммерция имеет 3 вида:
- торговля
- отели
  - бизнес-отели
  - туристические отели
- досуг
  - спортивный досуг
  - культурный досуг

Промышленные, жилые и торговые зоны имеют 4 степени плотности:
- низкая
- средняя
- высокая
- исключительная (доступны только отдельные постройки)

## Системные требования
- Операционная Система : Windows XP SP3 / VISTA SP1 / 7
- Процессор: Intel Core 2 — 2,5 GHz или экв. AMD
- Память: 1GB (XP) / 1,5GB (Vista)
- Память видео: 512 Mb Nvidia GeForce 8800 / ATI Radeon HD 3850
- Место на жестком диске: 8 Gb

## Cities XL 2012
Новая игра серии Cities XL — Cities XL 2012 — была разработана компанией Focus Home Interactive и выпущена ею же 20 октября 2011 года. Хотя позиционировалось, что это будет новая игра, большинство игровых журналов подметило, что Cities XL 2012 привнесла лишь незначительные изменения в игровую механику Cities XL 2011. Появились новые строения, карты, стартовый проводник, есть доступ к моддингу и даёт возможность обмениваться через него модификациями. Эта игра полностью совместима с версией Cities XL 2011 и есть возможность приобрести её на официальном сайте со скидкой, имея при этом предыдущую игру. В настоящее время дополнение выпускается одновременно с Cities XL 2011.
Cities XL 2012 имеет разные критические отзывы: одни говорят о реалистичной графике, хорошем редакторе терраформинга, правдоподобности городского управления, возможности иметь широкие связи с другими городами и вести с ними любую торговлю, заключать договоры об инвестировании мегапроектов, а с другой стороны, игра критикуется за всевозможные баги, падения производительности из-за увеличения населения города до 100 000 человек, вылеты, невозможность запустить приложение. В настоящее время имеет рейтинг 61/100 на сайте Metacritic.